# Catocala rubridens
Catocala rubridens là một loài bướm đêm trong họ Erebidae.